# داوید مونیوس (سرآشپز)
داوید مونیوس (اسپانیایی: David Muñoz‎؛ زادهٔ ۱۵ ژانویهٔ ۱۹۸۰) سرآشپز اهل اسپانیا است. وی به سبب سبک آشپزی و رستوران‌های معروفش شهرت جهانی دارد. رستوران او در مادرید به نام «دایوِرسو» سه ستارهٔ میشلن دارد و در سال ۲۰۲۳ به‌عنوان سومین رستوران برتر جهان انتخاب شد.